# Калказако (Пескара)
Калказако (итал. Calcasacco) је насеље у Италији у округу Пескара, региону Абруцо.
Према процени из 2011. у насељу је живело 388 становника. Насеље се налази на надморској висини од 24 м.